# Death in June
Death in June är en brittisk musikgrupp som räknas till genren neofolk. Dess frontfigur Douglas Pearce, mer känd som Douglas P., är den enda kvarvarande medlemmen av den ursprungliga trion som bildades 1981.

## Historia
Death in Junes ursprungliga medlemmar var Douglas Pearce (sång, gitarr), Tony Wakeford (sång, bas) samt Patrick Leagas (sång, trummor). Pearce och Wakeford hade under slutet av 1970-talet spelat i det trotskistiska punkbandet Crisis medan Leagas spelat i bandet The Runners from 1984. Det har funnits många tolkningar av vad gruppnamnet "Death in June" betyder, men det är helt enkelt en mondegreen, Douglas P. tyckte sig höra Patrick Leagas säga "Death in June" vid en repetition och detta blev gruppens namn.
Wakeford lämnade gruppen 1984, delvis på grund av politiska meningsskiljaktigheter då Wakeford gått med i Nationella fronten. Han grundade senare gruppen Above the Ruins och därefter soloprojektet Sol Invictus. Sedan 1985 är Pearce den enda fasta medlemmen i Death in June, även om han på senare skivor ofta samarbetat med andra artister såsom David Tibet och Boyd Rice.

## Kontroverser
Bandet har blivit känt för att ofta använda sig av referenser till Tredje riket. Bland annat har låten Rose clouds of holocaust, uppmärksammats, men huruvida texten, där de använder termen lögn, ska tolkas som förnekelse av Förintelsen är omdiskuterat. Den 19 november 1998 skulle Death in June spela tillsammans med Boyd Rice, Fire + Ice och Der Blutharsch i Lausanne i Schweiz. Dagen innan konserten sågs Douglas P. med en skylt och fasthållen av två män (Boyd Rice och Albin Julius) med apdräkter och hakkorsarmbindlar. De andra artisterna tilläts spela men Death in June blev av den lokale polischefen förbjudna att uppträda efter protester från en lokal aktivistgrupp.
Den 13 december 2003 ställdes en Death in June-spelning in i Chicago efter protester från en lokal aktivistgrupp. Death in June fick en ny konsertplats samma kväll men konserten ställdes in efter bråk mellan antirasister och Death in June-fans.

## Diskografi

### Album
- The Guilty Have No Pride (1983)
- Burial (1984)
- Nada! (1985)
- The World That Summer (1986)
- Brown Book (1987)
- The Wall of Sacrifice (1989)
- Östenbräun (1989)
- But, What Ends When the Symbols Shatter? (1992)
- Rose Clouds of Holocaust (1995)
- Death in June Presents: Occidental Martyr (1995)
- Death in June Presents: KAPO! (1996)
- Scorpion Wind : Heaven Sent (1996)
- Take Care & Control (1998)
- Operation Hummingbird (2000)
- All Pigs Must Die (2001)
- Death in June & Boyd Rice : Alarm Agents (2004)
- Free Tibet (2006) (MP3-utgiving, endast via bandets webbplats)
- The Rule of Thirds (2008)
- Peaceful Snow/Lounge Corps (2010)
- The Snow Bunker Tapes (2013)
- Essence! (2018)

## Fotnoter
1. ↑  Intervju med Douglas Pearce
2. ↑  Glasnost Wave-Magazin · Nr. 27 · Interview mit Douglas Pearce · s. 20-21 · mai/juni 1991